# 瓦莲京娜·阿尔塔莫诺娃
瓦莲京娜·尼古拉耶芙娜·阿尔塔莫诺娃（羅馬化：Valentina Nikolayevna Artamonova；1960年12月13日—）是俄罗斯政治人物，第八届国家杜马代表。
1984年，他毕业于列宁格勒财经学院（现圣彼得堡国立经济大学）。40多年来，她一直专注于财务管理。阿尔塔莫诺娃曾在沃洛格达州的行政部门担任过各种职务。2012年至2013年，她担任沃洛格达州副州长。自2021年9月19日起，她担任第八届国家杜马代表。
2018年，她被授予祖国功勋勋章。

## 制裁
阿尔塔莫诺娃于2022年因俄乌战争而受到英国政府制裁。